# Auguste Morisot
Pour les articles homonymes, voir Morisot.
Auguste Morisot est un peintre, vitrailliste et décorateur français né le 12 avril 1857 à Seurre (Côte-d'Or) et mort en 1951 à Bruxelles.

## Biographie
Auguste Morisot est né le 12 avril 1857 à Seurre en Bourgogne (Côte-d'Or). En 1876, sa famille s’installe à Lyon où elle travaille dans la vente pour la fabrique de soierie. En 1880, il entre à l’École des beaux-arts de cette ville. Il intègre la classe de fleurs dirigée par Jean-Marie Reignier pour acquérir une formation de dessinateur de motifs décoratifs pour la fabrique. Puis, en 1883, il s’oriente vers la peinture de chevalet,  il s'inscrit dans la classe de peinture dirigée par Michel Dumas (1812-1885).

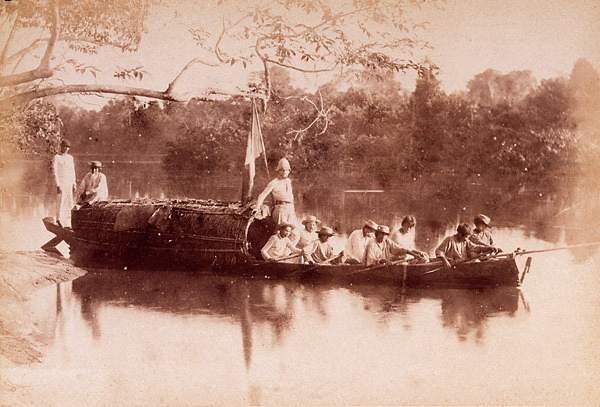
Auguste Morisot (debout, au centre) et l’équipage sur l’Orénoque. Rancho Cabirima, 6 décembre 1886. Photographie de Jean Chaffanjon.

En 1886-1887, il est envoyé, par le ministère de l’Instruction publique, en mission d’exploration scientifique du bassin de l’Orénoque au Venezuela. Il accompagne Jean Chaffanjon en tant que dessinateur pour documenter la faune, la flore et la vie dans la mission. Il risque sa vie au cours de ce voyage périlleux. Cependant, il change profondément sa vie : les conditions extrêmes de cette expédition, dans une contrée encore vierge, les fièvres violentes dont il souffre, la nature indomptée de la forêt, provoquent chez lui une conversion religieuse qui inspirera tout son art ; ils feront naître ses premières intentions spiritualistes. Il avait découvert, d’après les mots de son journal de route[réf. nécessaire], « une vie supérieure, lumineuse, divine même » dans « l’immense nature » qui lui semblait former une cathédrale naturelle, une architecture instinctivement religieuse. Jules Verne se servira de leur voyage pour son livre Le Superbe Orénoque (1898) où il le cite de manière erronée en le nommant Moussot (partie 2, chapitre III).
À son retour en 1887, il devient professeur de dessin à l’école régionale de Vaise et se marie avec Pauline.
Morisot s’intéresse alors à la création de mobilier et de vitraux, dans un style qui oscille entre ceux des nabis et de l’Art nouveau, un peu à la manière de Maurice Denis. En 1895, il devient professeur aux Beaux-Arts de Lyon dans la classe d’ornement. Il y enseigne la bosse et le croquis.
En 1902, il commence à pratiquer la peinture à l’huile et peint des paysages urbains pour finalement s’attacher à un paysage rural. Goût également de plus en plus prononcé pour la littérature symboliste qui l’amène à peindre des forêts peuplées de fées ou animées d’une atmosphère mystique. Il écrit sur son inspiration symboliste des textes tels Les voix de la forêt. De 1902 à 1914, sa production picturale est en plein épanouissement. Il réalise une œuvre d’architecture intérieure pour l’hôtel Neyron de Champollon à Lyon (aujourd’hui détruit). À partir de 1921, ses motifs évoluent et s’inscrivent dans une représentation de nature assagie.  
En 1933, Auguste Morisot prend sa retraite et s’installe avec sa femme et sa fille, Marcelle, à Bruxelles en Belgique, où il continue de peindre et de travailler jusqu’à sa mort.
Il meurt en 1951. 
Des peintres comme Charles Sénard, Étienne Morillon, Pierre Combet-Descombes, Jacques Laplace, Émile Didier, Venance Curnier, Marcel Saint-Jean, René Chancrin, entre autres, ont compté parmi les disciples de ce maître.

### Vitraux
C’est au cours d’un voyage scientifique d’exploration de 16 mois au Venezuela que Morisot découvre le domaine de la verrerie. Engagé comme dessinateur, il est chargé de réaliser des planches aquarellées de la faune et de la flore locales. C’est ainsi qu’il tombe amoureux de la forêt tropicale et de son esthétisme, il s’en inspirera tout au long de son parcours. À plusieurs reprises il compare la forêt vierge à une immense cathédrale gothique. La lumière qui filtre à travers la futaie « y dessine soudain d’imposants vitraux » écrit-il dans son journal[réf. nécessaire].
Un an après son retour du Venezuela, il réalise ses premières verrières. C’est le début d’une grande suite qui font de l’artiste un auteur unique. Importance donc du motif de la forêt dans son œuvre. Dans sa production, il faut distinguer deux groupes de vitraux : les vitraux religieux et les vitraux civils. Ses verrières religieuses beaucoup moins nombreuses et connues sont très classiques et conformes au goût du XIXe siècle. Elles présentent un aspect uniforme et leur palette de couleur est limitée (verrières du chœur de l’église Saint-Symphorien de Trévoux). Quant aux verrières civils de l’artiste elles sont plus originales avec de nombreux coloris et divers aspects de verre. Parallèlement les motifs sont simplifiés et plus graphiques, ses verrières rejoignent plutôt l’esprit Art nouveau. On retrouvait cette catégorie de vitraux surtout dans l’appartement de l’artiste à Lyon mais aussi dans deux hôtels : celui de la famille Neyron de Champollon et l’ancien hôtel particulier situé 101, avenue Félix-Faure, détruit en 1974, et dont Morisot avait intégralement réalisé la décoration intérieure. Ses premières verrières civiles décrivant des scènes familières de la vie quotidienne et mettant en valeur la figure féminine annonce déjà le futur Art déco.
Une grande partie de son travail de décoration a été détruit durant les deux grandes guerres (notamment celui de l'hôtel Neyron de Champollon). Seules quelques photographies témoignent de la richesse de ces décors néo-gothiques.
Dans son vitrail Le Souper, Marcelle tient un plat où trône un poulet tout juste sorti du four. La volute de vapeur qui en émane forme le principal motif décoratif et dynamique de la composition. Dans le carton, Morisot simplifiera encore la scène pour plus d’efficacité visuelle. Le profil de la fille, son bonnet de dentelle, les ustensiles de cuisine réduits à une cafetière et une grosse soupière aux formes arrondies, ainsi que la vapeur seront traités en aplats décoratifs.

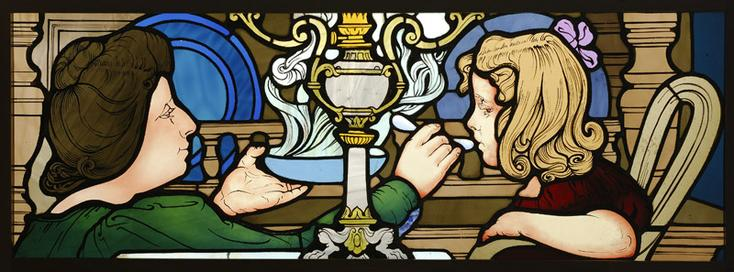
La Becquée, vers 1900, vitrail, musée des Beaux-Arts de Lyon.

Une encre de Chine et aquarelle sur papier de 1899 présente le projet de  vitrail de La Béquée : l’artiste s'y représente entre sa femme et sa fille. Situé dans l’ombre et en retrait par rapport aux deux femmes, il est le témoin de la scène qui se déroule sous ses yeux : Pauline tient une cuillère et donne à manger à la petite Marcelle. Leur profil se découpe sur les assiettes du vaisselier à l’arrière plan. Ces dernières font songer aux auréoles de saints. Dans les étapes suivante, l’autoportrait a disparu, cédant la place à une lampe à pétrole dont le globe lumineux dépasse du cadre. C’est cette version qui sera finalement choisie pour le vitrail, comme si l’artiste désirait insister sur la relation mère-enfant.
Le premier vitrail de la série intitulé Sommeil représente l’enfance : la verrière Rêve évoque le deuxième âge de la vie ; Réalité, le troisième panneau, est une maternité avec Pauline et Marcelle enlacées ; Souvenir, quatrième et dernier panneau de la série, représente Pauline que l’artiste a imaginé vieillie pour en faire une allégorie de la vieillesse. 

### Portrait et scène de genre

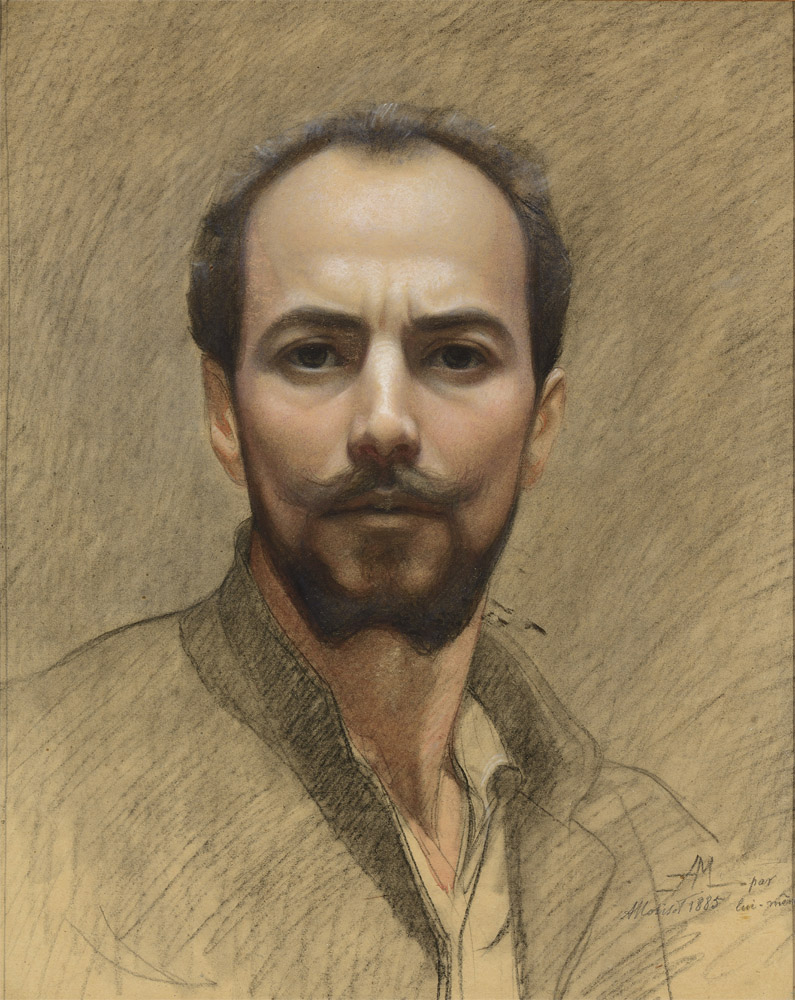
Autoportrait, 1885, musée des Beaux-Arts de Lyon.

Auguste Morisot a réalisé beaucoup de portraits (Portrait de Pauline, Marcelle endormie, Marcelle au fauteuil[réf. nécessaire]), de sa femme, de sa fille, de ses petites filles. Un calme émane de ses œuvres, grâce aux scènes de couture, de lecture, de chant. Il y a aussi des autoportraits, ceux de jeunesse, qui laissent de plus en plus la place à ceux de vieillesse. Il y a des autoportraits avec Marie Magdeleine, datant de 1938[réf. nécessaire]. Cet autoportrait montre l’image d’un artiste accompli avec une vie familiale très heureuse et enrichie. On peut voir Morisot dans son atelier, il se représente face à une toile qui demeure invisible pour le spectateur, avec les attributs du peintre dans les mains (la palette et les pinceaux). Derrière lui, sa petite-fille est en train de lire. À l’arrière-plan, on distingue des œuvres de Morisot, Adam et Ève à gauche, au centre une scène faisant partie d’un triptyque avec le Christ en croix et à droite une œuvre plus difficile à identifier, mais qui pourrait être une vue du Jalérieu, lieu fréquemment représenté par l’artiste.  Les scènes de genre, elles, font une apparition plus tardives dans ses créations, des scènes paisibles de bonheur tranquille. Pour lui c’est par l’étude de la nature qu’on arrive à la beauté idéale.

### Art décoratif
Auguste Morisot travaille pour la décoration de l'hôtel particulier de la famille Neyron de Champollion, situé au 101, avenue Félix-Faure à Lyon, détruit en 1974. L'ensemble est connu par des photographies qui témoignent de l'art lyonnais au début du XXe siècle.

## Œuvres
- Lyon, musée des Beaux-Arts : fonds d'œuvres[1].
- Maison particulière: ferme de Monte au Lever (les Grangettes, Doubs, 1910-1913) inscrite M.H. 2003.https://malbuisson.fr/domaine-de-monte-au-lever
- Trévoux, église Saint-Symphorien : vitraux.

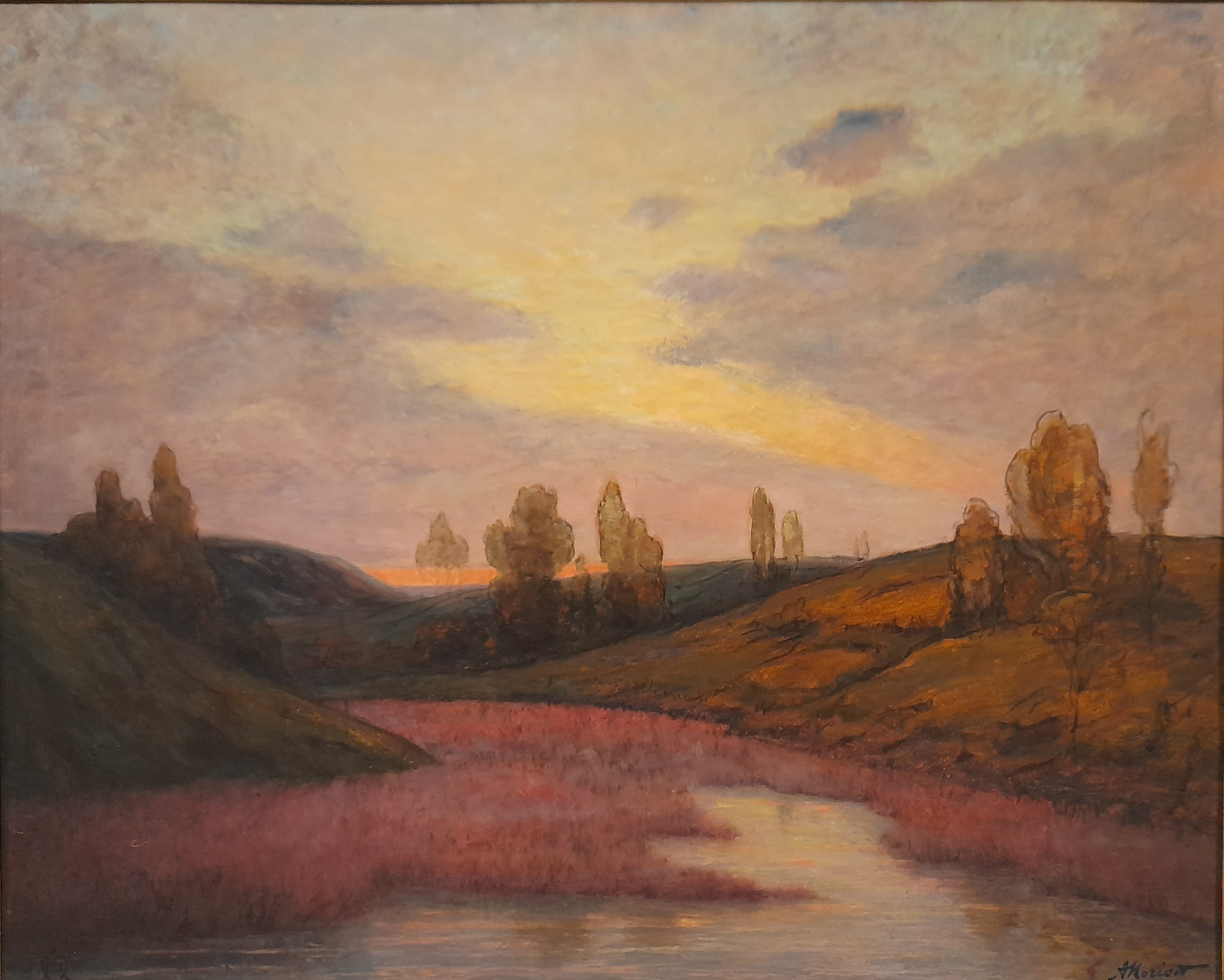
Paysage mauve, 1900-1910, huile sur carton, au musée des Beaux-Arts de Lyon.

## Expositions
Le galeriste lyonnais Paul Gauzit a contribué à révéler l’œuvre d’Auguste Morisot avec l’exposition organisée à la galerie Le Lutrin en 1991.
Du 7 février au 19 mai 2002, la fondation Neumann à Gingins met en lumière le travail pluridisciplinaire d’Auguste Morisot. « De l’intimisme dans l’art » est une exposition qui rend compte de l’ensemble de l’œuvre de l’artiste empreinte de symbolisme et d’Art nouveau. Cette collection particulière lausannoise compte surtout des vitraux mais aussi des dessins, des huiles, et des meubles. L’exposition présente les deux grands pôles de la carrière d’Auguste Morisot : sa production peinte et dessinée (paysage, portrait et scène de guerre) ainsi que ses réalisations dans le champ des arts appliqués (mobiliers et vitraux). 
Il a fait l’objet de deux expositions au musée des Beaux-Arts de Lyon. La première en 2012, « Du crayon au vitrail », et la deuxième de mai à septembre 2015. 
L’hôtel Neyron de Champollon à Lyon ; les vitraux de l’église Saint-Symphorien de Trévoux, dans l’Ain, réalisé par l’artiste au début du XXe siècle sont restés en place.
De nombreuses œuvres restent dans le fonds familial à Lausanne, notamment les dessins préparatoires à ses verrières[réf. nécessaire].
Venant compléter un fond déjà constitué en 1991, le musée des Beaux-Arts de Lyon s’est enrichi en 2007 et 2008 par l’achat et par le don d’un ensemble de vitraux, d’aquarelles et de dessins du peintre et verrier. Comme avec l’acquisition auprès d’Anne Brugnagme, arrière-petite-fille de l’artiste, de onze vitraux et deux aquarelles, ou grâce à la générosité de Paul Gauzit.